# خوسيه ماريا دي ألميدا
خوسيه ماريا دي ألميدا هو نقابي وسياسي برازيلي، ولد في 2 أكتوبر 1957 في Santa Albertina ‏ في البرازيل. نشط حزبياً في حزب العمال البرازيلي.